# Charles DeForest Fredricks
Charles DeForest Fredricks (Nova Iorque, 11 de dezembro de 1823 - Estados Unidos, 25 de maio de 1894) foi um fotógrafo estadunidense que teve intensa atividade na América do Sul durante o século XIX.

## Biografia
Quando tinha apenas 20 anos, Charles DeForest Fredricks fez uma viagem à Venezuela para visitar um irmão, comerciante em Ciudad Bolívar. Antes dessa viagem comprou em Nova Iorque um equipamento de daguerreotipia e aprendeu a utilizá-lo com Jeremiah Gurney, um dos primeiros daguerreotipistas nos Estados Unidos.
Sua viagem da Venezuela ao Brasil, pelos rios Orenoco e Amazonas, foi repleta de peripécias, pois os guias indígenas fugiram com as canoas e provisões em plena selva; sobreviveu milagrosamente, foi resgatado e retornou a Nova Iorque para recuperar-se.

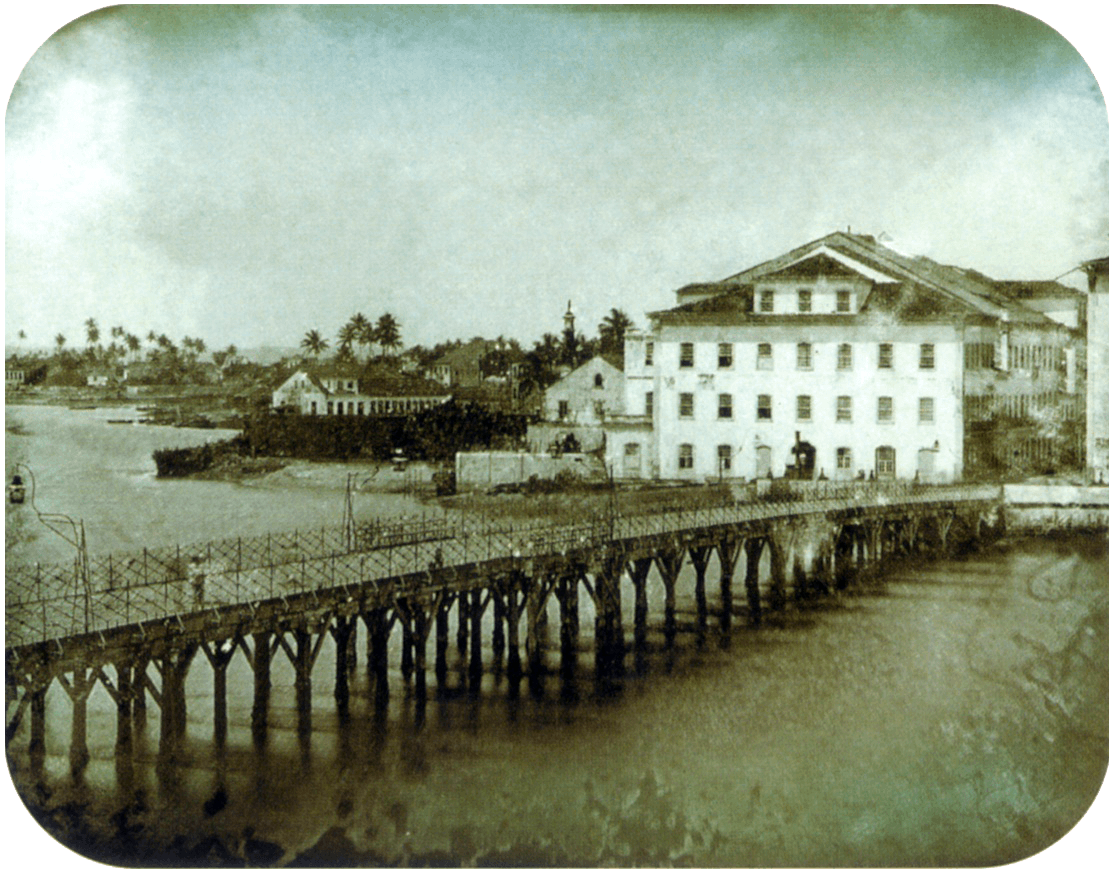
Recife, 1851. Fredricks

Entrou no Brasil pela floresta Amazônica em 1846, e realizou seus primeiros retratos de índios brasileiros. Foi, possivelmente, o primeiro a abrir um estabelecimento fotográfico em Belém, em 1846. Permaneceu alguns meses na cidade, onde exerceu também o ofício de ourives. Parece ter visitado São Luís, onde teria permanecido pouco tempo e, em 1847, encontrava-se no Recife. Em 1848 o daguerreotipista norte-americano passou por Salvador; é provável que tenha aportado na Bahia no mês de junho.
No período de dezembro de 1848 a janeiro de 1849, esteve em Rio Grande, na Rua da Boa Vista nº 32, onde fazia retratos fixos e coloridos de daguerreótipo.  Retorna em junho de 1849, com o também fotógrafo Saturnino Masoni (1826-1892), oferecendo seus trabalhos durante de dez dias, antes de seguirem para Porto Alegre. Retorna uma última vez em outubro de 1849.
Em 1851 esteve novamente no Recife, instalando-se no Aterro da Boa Vista, 4. Em anúncio que levava o título de "retratos de Electrotypo", informava ao público que acabava de chegar dos Estados Unidos e sua intenção era ficar pouco tempo na cidade, e que seguiria em breve para o Rio de Janeiro. É de chamar a atenção a facilidade que tinha Fredericks naquela época de estabelecer-se num local, atuar por algum tempo e logo transferir-se para outro, distante, reiniciando tudo sempre com muita rapidez.
Em 1853 esteve na França, onde aprendeu a nova técnica de chapas de vidro a colódio, que, aos poucos, superaria o sistema de daguerreotipia. Em poucos anos Fredricks se tornaria proprietário do maior estabelecimento fotográfico dos Estados Unidos.